# Josef Ignác Buček

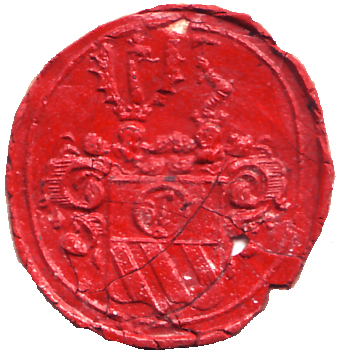
Siegel von Ignac Buček

Josef Ignác Buček (* 6. Mai 1741 in Freiberg in Mähren; † 26. März 1821 in Prag) war ein böhmischer Universitätsprofessor sowie Autor kameralistischer Werke.

## Leben
Nach dem Besuch des Gymnasiums in seiner Heimatstadt und Studium der Philosophie in Olmütz, studierte Bucek als Schüler von Joseph von Sonnenfels in Wien Recht und politische Wissenschaften. In der Zwischenzeit bereiste er als Militärdolmetscher verschiedene Teile des Reiches. 1766 wurde er zum Professor für politische Wissenschaften und Kameralwissenschaften an der Karls-Universität in Prag. Dort gehörte er zu den ersten Professoren, die keine Jesuiten waren. Von 1776 bis 1781 las er zusätzlich die Landwirtschaft. Er war Mitglied der Gesellschaft zur Förderung der Wirtschaft und freier Künste.

## Lehre
Bucek hielt seine Vorlesungen nach den Theorien seines Lehrers, die dieser im Lehrbuch Grundsätze aus der Polizei – Handlung- und Finanz-Wissenschaften (1765) niedergeschrieben hatte. Der von ihm propagierte Gedanke war, dass ein grundsätzliches Ziel der staatlichen Politik das Wachstum der Bevölkerung sein müsse (Peuplierung).

## Werke
Das meistbeachtete Werk Buceks war seine Arbeit Abhandlung von der Polizei (1778).